# Diplonemă
Diplonemă este o familie de protisti unicelulari biflagelați care pot fi printre cele mai diverse și mai comune grupuri de organisme planctonice din ocean. Deși această familie este formată în prezent din trei genuri numite; Diplonema, Rhynchopus și Hemistasia, există probabil mii de genuri încă nenumite. Organismele sunt în general incolore și de formă alungită, cu doi flageli care ies dintr-un buzunar subapical. Ei posedă un genom mitocondrial mare compus din ADN liniar fragmentat.